# Sylabický verš
Sylabický verš (také slabičný verš) je verš, v němž je dán pouze počet slabik - tento verš nepracuje s přízvuky ani s délkou samohlásek. Téměř vždy sylabický verš také používá rým (nejčastěji sdružený, není to však pravidlem) a také cézury či diereze (tedy závazné mezislovní předěly v určitých částech verše).
Je využíván například ve francouzské, španělské a polské poezii, typický je také pro japonskou poezii (i v České republice jsou známé a používané japonské básně formou tanka a haiku). V češtině se někdy používá v překladech, někdy je ale i v překladech nahrazován sylabotónickým veršem (platí zejména pro překlady alexandrínu, verše původně sylabického, který ale má v české literatuře pevně zbudovanou tradici jako verš sylabotónický a na českého čtenáře znalého této formy v češtině by proto působil nezvykle, v překladech japonské poezie je ale sylabičnost zachovávána jako zvláštnost).

## Příklad (z polské poezie)
Litwo! Ojczyzno moja! ty jesteś jak zdrowie.

Ile cię trzeba cenić, ten tylko się dowie,

Kto cię stracił. Dziś piękność twą w całej ozdobie

Widzę i opisuję, bo tęsknię po tobie.

(Adam Mickiewicz: Pan Tadeusz)
Přepis:
Litvo! Ojčizno moja! ty jesteš jak zdrovje.

Ile čen třeba cenič, ten tylko šen dovje,

Kto čen stračiu. Džiš pjenknošč tvon v cauej ozdobje

Vidzen i opisujen, bo tenskňen po tobje.

(Poznámka: polština má konstantní přízvuk na předposlední slabice slova)
Překlad (prózou, čistě orientační)
Litvo, moje vlasti, jsi jako zdraví.

Jak tě je nutno cenit se dozví jenom ten,

kdo tě ztratil. Proto dnes tvoji nádhernost v plné kráse

mohu vidět a popsat, protože se mi po tobě stýská.